# جوديسون تيكسيرا
جوديسون تيكسيرا (بالبرتغالية: Joedison Teixeira‏) (مواليد 28 يناير 1994) هو ملاكم برازيلي، مثّل بلاده في الألعاب الأولمبية الصيفية 2016.

## روابط خارجية
جوديسون تيكسيرا على موقع بوكس ريك (الإنجليزية) (registration required)
- جوديسون تيكسيرا على موقع أوليمبيديا (الإنجليزية)
- جوديسون تيكسيرا على موقع اللجنة الأولمبية البرازيلية (البرتغالية)